# 171448 Guchaohao
171448 Guchaohao è un asteroide della fascia principale. Scoperto nel 2007, presenta un'orbita caratterizzata da un semiasse maggiore pari a 2,2905884 UA e da un'eccentricità di 0,2403322, inclinata di 2,83825° rispetto all'eclittica.